# 力丸佳大
力丸 佳大（りきまる けいた、1986年3月7日 - ）は、日本のスタントマン、スーツアクター。福島県出身。SRプロダクション所属。

## 出演作品

### テレビ
- ウルトラゾーン（2011年 - 2012年）
  - 第8・9話「ホシの招待状」（2011年） - ダダ、トガワ・ミキオ（第8話）
  - 第13話「怪獣職務質問」（2012年） - バルキー星人
  - 第14・15話「東京ジュラ紀」（2012年）
- ウルトラマン列伝（2011年 - 2013年）
  - 第23話（2012年）
- ウルトラゼロファイト（2012年） - ガルベロス、ガンQ、ミラーナイト[1]
- ウルトラマンギンガ （2013年）
- ウルトラマンギンガS  （2014年）
- ウルトラマンX（2015年 - 2016年） - ザラブ星人、ナックル星人バンデロ、バルキー星人 春木、アクションコーディネイト（第8話にて岡野弘之と連名）
- ウルトラマンオーブ（2016年） - ナックル星人ナグス
- ウルトラマンジード（2017年） - ウルトラマンレオ（第1話）
- ウルトラマンタイガ（2019年） - ウルトラマンジード（第1話）、暗殺者（第4話）
- ウルトラマンブレーザー（2023年） - 曽根崎のSP

### 映画
- ウルトラマンゼロ THE MOVIE 超決戦!ベリアル銀河帝国（2010年） - ミラーナイト
- ウルトラマンサーガ（2012年） - ウルトラマンダイナ[2]、他
- 劇場版 ウルトラマンジード つなぐぜ! 願い!!（2018年） ‐ ジャグラス ジャグラー魔人態
- 劇場版 ウルトラマンタイガ ニュージェネクライマックス（2020年） ‐ ウルトラマンジード
- 『七人の秘書 THE MOVIE』(2022年)
- 北野武監督作品『首』(2023年)
- 『ゴールデンカムイ』(2024年)

### オリジナルビデオ
- ウルトラ銀河伝説外伝 ウルトラマンゼロVSダークロプスゼロ（2010年） - ウルトラマンレオ
- ウルトラマンゼロ外伝 キラー ザ ビートスター（2011年）

### ドラマ
- ウルトラギャラクシーファイト ニュージェネレーションヒーローズ（2019年）
- ウルトラギャラクシーファイト 大いなる陰謀（2020年 ‐ 2021年）
- 『グッドモーニング、眠れる獅子』(2022年)
- 『ゾン100 ゾンビになるまでにしたい100のこと』(2023年)

### 舞台
- とびでるなかみ（2017年）
- 劇団丸組『山猫最終章』（2019年）- イタチ
- DARKNESS HEELS〜THE LIVE〜 - コア 役
  - DARKNESS HEELS〜THE LIVE〜（2019年）
  - DARKNESS HEELS〜THE LIVE〜SHINKA（2019年）
  - DARKNESS HEELS～THE LIVE～2022（2022年）[3]
- 『刀剣乱舞』「无伝 夕紅の士 -大坂夏の陣-」(2021年)
- 『ニコニコ超会議2022 超歌舞伎 Supported by NTT』（2022年）
- 『滄海天記 陽炎篇』(2023年)雷光役
- 『カストルとポルックス』(2023年)
- 舞台『刀剣乱舞』山姥切国広 単独行 -日本刀史-(2023年)
- 第二回 中村福助・児太郎の会『三本の糸』(2024年）

### イベント
- ジャンプフェスタ2018 ポケモンステージ（2017年）- ゲーチス 役
- ウルトラヒーローズEXPO 2016 ニューイヤーフェスティバル IN 東京ドームシティ『明日を切り開く力』-アクションコーディネーター
- ウルトラヒーローズEXPO 2017ニューイヤーフェスティバル IN 東京ドームシティ『決戦！光を超えて闇を討つ』-アクションコーディネーター
- ウルトラヒーローズEXPO 2018 ニューイヤーフェスティバル IN 東京ドームシティ『起こすぜ！奇跡！！』-アクションコーディネーター
- ウルトラヒーローズEXPO 2019 ニューイヤーフェスティバル IN 東京ドームシティ『朝日が昇る時空』-アクションコーディネーター
- ウルトラヒーローズEXPO 2020 ニューイヤーフェスティバル IN 東京ドームシティ『光の勇者たち』-アクションコーディネーター
- ウルトラヒーローズEXPO 2021 ニューイヤーフェスティバル IN 東京ドームシティ『みんなの心でご唱和しようぜ！』-アクションコーディネーター
- ウルトラヒーロー EXPO   2022ニューイヤーフェスティバル IN 東京ドームシティ『時空を超えた戦士たち』-アクションコーディネーター
- ウルトラヒーローズEXPO 2023 ニューイヤーフェスティバル IN 東京ドームシティ『遥か彼方へ』-アクションコーディネーター
- ウルトラヒーローズEXPO 2024 ニューイヤーフェスティバル IN 東京ドームシティ『ウルトラブレーザー 編〜もうひとりの勇者〜』-アクションコーディネーター